# Brötchenpresse

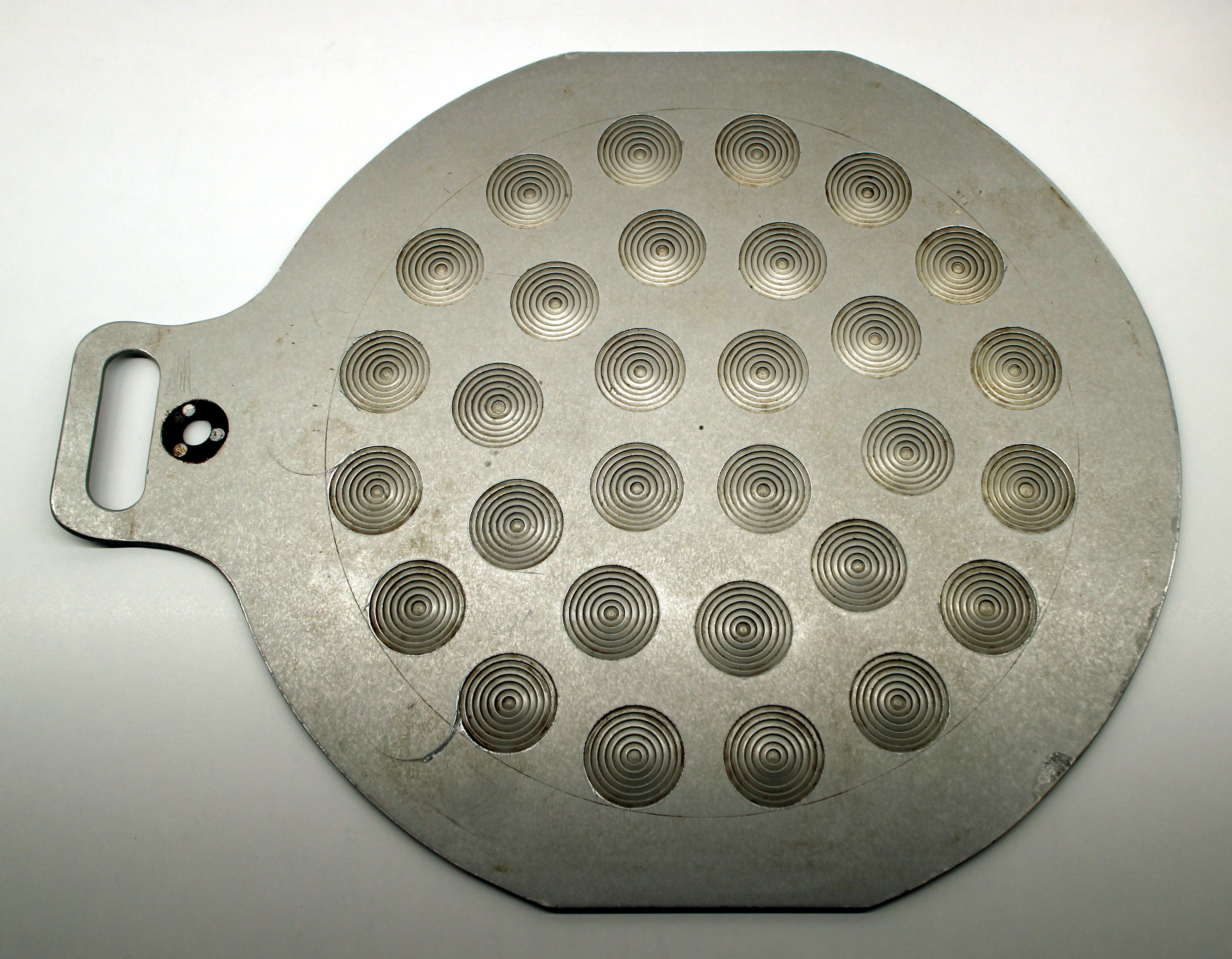
Wirkteller einer einfachen Brötchenpresse

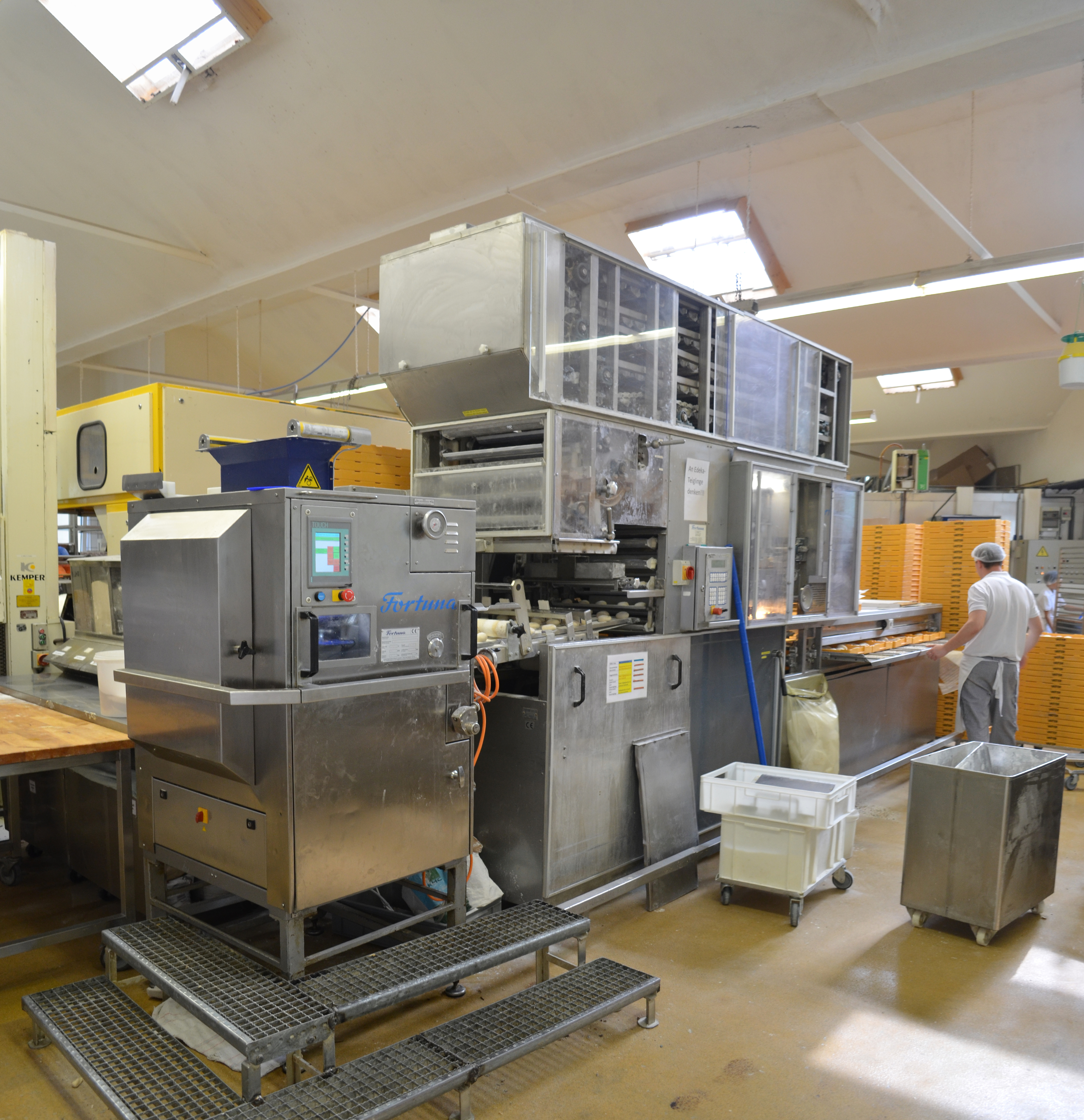
Komplexer Brötchenautomat der Firma Fortuna

Mit Hilfe der Brötchenpresse (genauer: Brötchenteigteil- und wirkmaschine) kann der Bäcker einen Teiglaib in 30 Brötchenteiglinge aufteilen und so rundwirken, dass die weitere Gestaltung der Brötchen mit der Hand erfolgen kann. 
Die Brötchenteiglinge werden von älteren Maschinen nur rund geformt. Mit moderneren Automaten können sie auch länglich geformt und mit einem Längs- oder Kreuzschnitt in der Mitte versehen werden, damit sie ohne weitere händische Bearbeitung ihre endgültige Form erhalten.